# Comuna Djuhastra, Krîjopil
Djuhastra (în ucraineană Джугастра) este o comună în raionul Krîjopil, regiunea Vinnița, Ucraina, formată din satele Djuhastra (reședința), Leonivka și Petrunivka.

## Demografie
Componența lingvistică a satului Djuhastra
     Ucraineană (98,71%)
     Alte limbi (1,21%)
Conform recensământului din 2001, majoritatea populației satului Djuhastra era vorbitoare de ucraineană (98,71%), existând în minoritate și vorbitori de alte limbi.